# هاري نيستور
هاري نيستور (بالألمانية: Harry Nestor)‏ هو ممثل نمساوي، ولد في 11 مايو 1893 بفيينا في النمسا، وتوفي بنفس المكان في 11 نوفمبر 1969.

## وصلات خارجية
- هاري نيستور على موقع IMDb (الإنجليزية)
- هاري نيستور على موقع ألو سيني (الفرنسية)
- هاري نيستور على موقع قاعدة بيانات الفيلم (الإنجليزية)